# Rokonszelekció
Már az ókorban is megfigyelték, hogy egyes élőlények olyan életstratégiát követnek, amik során rokonaik szaporodási sikerét előtérbe helyezik saját túlélésükkel és/vagy szaporodásukkal szemben. Erre az államalkotó rovarok (pl. méhek) a klasszikus példa, ahol a steril nőstények „dolgozóként” segédkeznek anyjuknak a további utódok létrehozásában. Az evolúcióbiológusok általában ezt a rokonszelekció elmélete segítségével magyarázzák.
A rokonszelekció kifejezés a gének gyakoriságának olyan generációk közötti változására utal, amit legalább részben a rokonságban lévő egyedek közötti interakció okoz: ez alkotja a fogalmi alapját a szociális evolúció elméletének. Valóban, a természetes kiválasztódás okozta evolúció egyes esetei csak akkor érthetők meg, ha vizsgáljuk azt is, hogy a biológiailag rokonságban álló egyedek milyen módon befolyásolják egymás fitneszét. A természetes kiválasztódás során azok a gének, amik az őt hordozó egyed fitneszét növelő fenotípusos jelleget kódolnak, általában gyakoribbá válnak; és fordítva, azok a gének, amik a hordozó fitneszét csökkentik, lassan el kellene tűnjenek. Azonban egy olyan génnek, ami a saját fitneszt csökkentő, ám a rokonok fitneszét növelő magatartást vált ki, nőhet a gyakorisága, hiszen a rokonok gyakran ugyanazt a gént hordozzák – ez a rokonszelekció működésének az alapelve. Az elmélet szerint a rokonok megnövekedett fitnesze bizonyos esetekben bőséges kompenzációt nyújthat az adott viselkedési mintát követő egyed fitneszveszteségéért. Ilyen értelemben ez egy speciális esete egy általánosabb modellnek, amit inkluzív fitnesznek (teljes vagy kiterjesztett rátermettség) neveznek (itt az inkluzív kifejezés a gén más, nem feltétlenül rokon egyedekben lévő kópiáira utal). Más szavakkal, az egyed evolúciós értelemben vett alkalmassága (inkluzív fitnesze) annak a függvénye, hogy génjei milyen arányban vesznek részt a következő generáció génállományában.

## Hamilton-szabály
Az altruista viselkedést okozó gének gyakorisága várhatóan akkor növekszik, ha
{\displaystyle \quad rB>C}
ahol
r = rokonsági (tulajdonképpen hasonlósági) együttható, az elterjedt definíció szerint annak a valószínűségével egyezik meg, hogy egy véletlenszerű helyről kiválasztott gén mindkét élőlényben megegyezik.
B = az altruista viselkedésből adódó genetikai nyereség.
C = az ebből adódó fitneszveszteség.
Tehát az altruizmusra akkor irányul szelekció, ha a belőle fakadó genetikai nyereség (B×r) felülmúlja az általa okozott fitneszveszteséget (C).
Ez a Hamilton-szabálynak nevezett egyenlőtlenség, amit W. D. Hamilton publikált 1964-ben, az első kvantitatív magyarázat a rokonszelekcióra, avagy a látszólag altruista viselkedésre az állatvilágban. Maga a rokonszelekció (angolul: „kin selection”) kifejezés John Maynard Smith találmánya.
Az 1930-as években J.B.S. Haldane már tudatában volt a rokonszelekció működési mechanizmusának. Sokat idézett mondása szerint: „kész lennék meghalni két fivéremért vagy nyolc unokatestvéremért” („I would lay down my life for two brothers or eight cousins”). Rokoni altruizmusnak nevezzük a rokonszelekció által kiváltott altruista viselkedést.
Haldene megjegyzése arra a tényre vonatkozott, hogy ha egy egyed feláldozza magát két testvérének, négy unokaöccsének vagy nyolc elsőfokú unokatestvérének megmentéséért, az evolúciós értelemben korrekt üzletnek számít, mivel a testvérek átlagosan 50%-ban, az unokaöcsök 25%-ban és az unokatestvérek 12,5%-ban azonosak genetikailag (egy diploid populációban, véletlenszerű párzást és a belterjesség kizárását feltételezve). Haldane tréfásan azt is hozzátette, hogy ő személy szerint inkább csak egynél több egypetéjű ikréért vagy kettőnél több édestestvéréért halna meg szívesen.

## Mechanizmusok
Hamilton (1964) két metódust vázolt fel, ami a rokonszelekció (altruizmus) kialakulásához vezethet.
Az első szerint, ha az egyedek képesek rá, hogy felismerjék a rokonaikat (rokonfelismerés) és viselkedésüket a rokonsági (összetartozási) fok alapján megváltoztassák (a rokonok pozitív diszkriminációja), akkor az altruista viselkedés kedvezményezettjeivel kellően magas lehet a rokoni viszony ahhoz, hogy ez a viselkedés evolúciósan kedvező legyen. A mechanizmus önkéntes jellege miatt úgy tartják, hogy a rokonfelismerés és a pozitív diszkrimináció csak a „magasabb” életformák számára fontos (bár léteznek bizonyítékok a mechanizmus működésére még egysejtűekben is). A rokonfelismerés és a pozitív diszkrimináció egy speciális esete a hipotetikus „zöld szakáll”-effektus, amikor egy társas viselkedést befolyásoló gén egyben egy olyan fenotípust is meghatároz, amit a gén többi hordozói felismerni képesek. Hamilton jellemzése a zöldszakáll-altruizmusról jól illusztrálja, hogy az összetartozás a genetikai hasonlóság függvénye, és nem feltétlenül leszármazási viszonyok (azaz rokonság) kérdése.
A második metódus szerint, egyes populációkban a válogatás nélküli altruizmus is kifizetődő lehet, ha a populáció egyedei genetikailag kevéssé különböznek egymástól („viszkózus populációk”). Ebben az esetben rokonfelismerés nélkül is virágozhat az altruista viselkedés. Ez egy elég általános magyarázatot sugall az altruista viselkedésre: az irányított szelekció mindig a termékenyebb élőlényeknek kedvez adott populáción belül. A társas élőlények gyakran be tudják biztosítani utódaik túlélését a csoportban való részvétellel és a csoport szabályainak a követésével.

## Példák
Az államalkotó rovarok kiváló példát nyújtanak a rokonszelekció működésére. Ezen fajok dolgozói sterilek, amely jelleg nem fordulna elő, ha csak az egyéni szelekciós mechanizmusok működnének. A Hymenoptera-kolóniákban a dolgozó nőstények között a rokonsági együttható r abnormálisan magas értéket vesz fel a haplodiploidia miatt, így feltehetőleg a Hamilton-szabály érvényesül, miszerint a dolgozók inkluzív fitneszének növekedése meghaladja az elveszett reprodukciós képesség evolúciós költségeit – bár ezt empirikusan még nem sikerült igazolni. Léteznek más elméletek is ezen élőlények szociális viselkedésének kifejlődésére (lásd: euszociális).
A földimókus füttyjele egy másik példa. Bár fajtársainak figyelmét felhívja vele a ragadozó közelségére, ezzel egyben saját magára irányítja a figyelmet, amivel megnöveli a saját prédává válási esélyeit. Paul Sherman, a Cornell Egyetem kutatójának vizsgálatai szerint a földimókus leggyakrabban akkor ad le figyelmeztető jelzéseket, ha rokonai is a közelben tartózkodnak.
Alan Krakauer a Kaliforniai Egyetemen vizsgálta a vadpulykák udvarlási viselkedését. Hasonlóan ahhoz, ahogy egy tinilány segít nővérének felkészülni az iskolazáró bálra, az alárendelt pulyka beáll pózolni domináns bátyja mellé, bár a hatásos csapat-összkép csak a domináns egyed számára jelent közvetlen előnyt.
Az újabb kutatási eredmények szerint még egyes növények is képesek rá hogy felismerjék a rokonaikat és segítsék őket. A kanadai McMaster egyetem kutatója, Susan Dudley cápamustárt (Cakile) használt kísérletében, melynek során összehasonlította az azonos edénybe helyezett, egymással rokonságban nem álló növények fejlődését az egy klóntól származó növényekével. Úgy találta, hogy a rokonságban nem álló növények agresszív gyökérfejlesztéssel kezdtek versenyezni a tápanyagokért, míg ez a rokon növényeknél nem történt meg.

## Külső hivatkozások
- A vakondpatkány
- Rokonszelekció

## Fordítás
- Ez a szócikk részben vagy egészben  a   Kin selection című angol Wikipédia-szócikk ezen változatának fordításán alapul.  Az eredeti cikk szerkesztőit annak laptörténete sorolja fel. Ez a jelzés csupán a megfogalmazás eredetét és a szerzői jogokat jelzi, nem szolgál a cikkben szereplő információk forrásmegjelöléseként.